# Heinz Weixelbraun

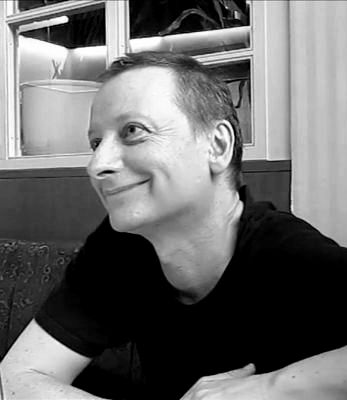
Heinz Weixelbraun (2012)

Heinz Weixelbraun (* 19. Mai 1963 in Spittal an der Drau) ist ein österreichischer Schauspieler.

## Leben
Weixelbraun absolvierte seine schauspielerische Ausbildung 1984 am Wiener Volkstheater. Von 1986 bis 1991 spielte er an der Freien Volksbühne in Berlin, ab 1992 war er als freier Schauspieler an diversen Bühnen tätig.
Ab 1983 wurde Weixelbraun auch für Film- und Fernsehproduktionen engagiert. Für seine Rolle in „Erwin und Julia“ wurde er 1989 für den Europäischen Filmpreis und 1990 für seine Rolle im Film „Die fliegenden Kinder“ für den Max-Ophüls-Preis nominiert. Die Rolle des Christian Böck in der Krimiserie „Kommissar Rex“ besetzte Weixelbraun von 1996 bis 2001.

## Filmographie
- 1983: Die Rattenfänger (Hauptrolle) Regie: Michael Gautsch
- 1983: Verlassene Stadt (Hauptrolle) Regie: Helmut Grasse
- 1986: Tatort – Wunschlos tot (ORF) Regie: Kurt Junek
- 1986: Vom rauhen Leben (Hauptrolle) (ORF/ZDF) Regie: Heide Pils
- 1987: Außer Gefahr (Hauptrolle) Regie: Max Linder
- 1988: Die Skorpionfrau (Hauptrolle) Regie: Susanne Zanke
- 1988: Unter Freunden Regie: Lukas Stepanik
- 1990: Die fliegenden Kinder Regie: Thorsten Fischer
- 1990: Erwin und Julia Regie: Götz Spielmann
- 1991: Safari (Hauptrolle) Regie: Wilhelm Pevny
- 1992: Der Nachbar Regie: Götz Spielmann
- 1993: Eine erste Liebe (Hauptrolle) (ORF/ZDF) Regie: Jürgen Kaizik
- 1994: 1945 (ORF) Regie: Peter Patzak
- 1995: Tatort – Bomben für Ehrlicher (MDR) Regie: Hans Werner
- 1995: Tatort – Die Freundin (ORF) Regie: Jürgen Kaizik
- 1996–2001: Kommissar Rex (durchgehende Hauptrolle) (ORF, SAT 1)
- 2002: Medicopter 117 (RTL) Regie: Thomas Nikel
- 2003: Paula (Kurzfilm) Regie: Ludwig Wüst
- 2004: Open Air (Kurzfilm) Regie: Berghammer/Patton
- 2006: Nahaufnahme (Kurzfilm) Regie: Ludwig Wüst
- 2009: Das bin ich wirklich; böse, besoffen, aber gescheit (Joseph Roth) (3sat) Regie: Karl Pridun
- 2011: Schnell ermittelt (ORF) Regie: Andreas Kopriva
- 2017: Großstadtrevier – Drad di net um

## Theater
- 2005–06: Der Alpenkönig und der Menschenfeind (Hauptrolle) (Landestheater Linz) Regie: Hans Escher
- 2006: 	Der tollste Tag (Bregenzer Festspiele) Regie: Michael Scheidl
- 2007:	Haut und Himmel (Dimitré Dinev) Hauptrolle (Rabenhof Wien) Regie: Hans Escher
- 2007: 	In der Einsamkeit der Baumwollfelder (Hauptrolle) (theater virulent/Landestheater Linz) Regie: Gerhard Fresacher
- 2008/09: Sein oder Nichtsein (Landestheater Niederösterreich) Regie: Harald Posch
- 2009: 	Franz Fuchs der Patriot (Hauptrolle) (Neue Bühne Villach) Regie: Hans-Peter Kellner
- 2009:	Krieg und Frieden (Hauptrolle) (Sommerspiele Melk) Regie: Alexander Hauer
- 2009: 	Der Talisman (Hauptrolle) (Landestheater Vorarlberg) Regie: Dirk Diekmann
- 2010: 	Wilhelm Tell (Sommerspiele Melk) Regie: Alexander Hauer
- 2010:  Woyzeck (Hauptrolle) (Landestheater Vorarlberg) Regie: Alexander Kubelka
- 2013:  Staatsmänner (Hauptrolle) (Neue Bühne Villach) Regie: Gerhard Fresacher

## Auszeichnungen
- Nominierung Europäischer Filmpreis – Kategorie Bester Schauspieler für „Erwin und Julia“
- Nominierung Filmfestival Max Ophüls Preis – Kategorie Bester Schauspieler für „Die fliegenden Kinder“